# TJ Holmes
Timothy Lamont Holmes dit TJ Holmes (né le 2 juillet 1995) est un athlète américain spécialiste du 400 mètres haies.

## Biographie
Troisième des championnats des États-Unis 2017, il atteint la finale des Championnats du monde 2017 à Londres.

## Palmarès
| Date | Compétition           | Lieu             | Résultat | Épreuve     | Temps   |
| ---- | --------------------- | ---------------- | -------- | ----------- | ------- |
| 2017 | Championnats du monde | Londres          | 5e       | 400 m haies | 49 s 00 |
| 2018 | Championnats NACAC    | Toronto          | 5e       | 400 m haies | 49 s 79 |
| 2018 | Ligue de diamant      | Ligue de diamant | 8e       | 400 m haies | 51 s 39 |
| 2019 | Championnats du monde | Doha             | 5e       | 400 m haies | 48 s 20 |

## Records
| Épreuve     | Performance | Lieu | Date              |
| ----------- | ----------- | ---- | ----------------- |
| 400 m haies | 48 s 20     | Doha | 30 septembre 2019 |